# Alexander Brott
Pour les articles homonymes, voir Brott.
Alexander Brott est un violoniste, chef d'orchestre, compositeur et professeur québécois né à Montréal le 14 mars 1915 et décédé à Montréal le 1er avril 2005.

## Biographie

### Jeunesse et formation
Alexander Brott est né à Montréal le 14 mars 1915, d'un père originaire de Riga en Lettonie et d'une mère originaire d'Odessa en Ukraine. Dès l'âge de douze ans, il offre des entractes musicaux dans les cinémas montréalais. En 1934, il poursuit sa formation à New York. Il possède un doctorat en musique du conservatoire de Chicago. En 1943, il épouse la violoncelliste Lotte Goetzel qui adoptera alors le nom Brott. Ils auront deux enfants, les musiciens Denis Brott et Boris Brott. 

### Carrière
Il a servi à Montréal comme violon solo et assistant chef d'orchestre pour l'Orchestre symphonique de Montréal, à la Faculté de Musique de l'Université McGill, de 1939 jusqu'à sa retraite en 1980, comme professeur, chef d'orchestre-en-résidence et à la tête du département instrumental. En 1939, il fonde l'ensemble de musique de chambre le Quatour de McGill.  La même année, cet ensemble donnera naissance à l'Orchestre de chambre McGill dont la fondation sera officialisée en 1953. Il en sera le directeur musicale et, avec Lotte Brott, il s'activera rendre l'orchestre notoire grâce à des tournées internationales et des programmes de concert présentant des solistes de renom dont Maureen Forrester et Marilyn Horne, Glenn Gould, Jean-Pierre Rampal, Isaac Stern et Yo-Yo Ma,. En 1964, soutenu par Jean-Drapeau, il participe activement à la création des Concerts populaires de Montréal à l'aréna Maurice Richard,.
Musicien accompli, Brott compose plus d'une centaine d’œuvres durant sa vie. Ses compositions ont été interprétées à l'international sous la baguette de divers chefs notoires dont Otto Klemperer, Thomas Beecham, Pierre Monteux, Léopold Stokowsky et Charles Dutoît. Il est membre fondateur de la Ligue des compositeurs canadiens. 
En 2005, il publie ses mémoires sous le titre My Lives In Music.

## Compositions
- Visions astrales
- Martlet's Muse
- Triangle, circle fo[u]r squares
- Spheres in Orbit
- D'un océan à l'autre
- Concordia Salus

## Honneurs
- 1939 et 1941 - prix Elizabeth Sprague Coolidge
- 1963 - Médaille d'Or de Sir Arnold Bax
- 1976 - Médaille du Conseil canadien de la musique
- 1978 - Grands Montréalais
- 1979 - Membre de l'Ordre du Canada
- 1988 - Chevalier de l'Ordre national du Québec
- Fellow de la Société royale des Arts de Londres
- Chevalier de l'Ordre souverain de Malte
- Médaille d'Argent du Jubilé de Sa Majesté la Reine
- Doctorat honorifique en droit de l'Université Queen's
- Chevalier de Malte de l'Ordre St-Jean de Jérusalem
- Prix Lord Strathcona du Royal College of Music de Londres